# Jean-Marc Mwema
Jean-Marc Mwema (Ekeren, 5 december 1989) is een Belgische basketballer die actief is bij de Spaanse tweedeklasser Alicante. Hij is 1,95 meter groot, weegt 100 kg en speelt op de small-forward positie met het nummer 29.
Jean-Marc is het kind van een Belgische moeder en een Congolese vader en is in België geboren. Hij heeft de Belgische nationaliteit en kwam uit voor het nationale basketbalteam van België U18. In de zomer van 2011 zat hij voor het eerst bij de selectie van de Belgian Lions, de nationale basketbalploeg van België.

## Clubs
Mwema speelde in zijn jeugd voor clubs als BBC Brasschaat, St.-Jan Basket en Ticino Merksem. De samenwerking van deze laatste club met de Antwerp Giants zorgde ervoor dat Mwema zich een weg naar 1e nationale kon werken. 
Hij speelde daar voor zowel de eerste ploeg (1e nationale) als voor de Giants Two (3e nationale) in de Belgische competitie. Later werd hij volwaardig lid van de ploeg in 1e nationale en in 2012 werd hij belofte van het jaar. Hij kondigde aan op 24 juni 2016 dat hij de Port of Antwerp Giants zou verlaten en aan de bak zou gaan in het buitenland. Volgens Mwema zelf maakte hij deze beslissing omdat hij in zijn jaren bij de Port of Antwerp Giants nog geen enkele titel wist te bemachtigen, iets wat hij vanaf nu in het buitenland zal proberen. 
Hij koos er uiteindelijk voor om zich bij BC Oostende aan te sluiten waar hij in het seizoen 2016-2017 zijn eerste landstitel veroverde en bovendien in datzelfde jaar de beker van België won. De volgende jaren bij Oostende veroverde hij vijfmaal de landstitel en driemaal de beker.
Mwema die koos om zijn contract niet te verlengen bij Oostende kon rekenen op interesse uit Israël maar koos er voor om terug te keren naar de Antwerp Giants. Na drie seizoenen bij de Antwerp Giants trok hij naar het Spaanse FLB Alicante waar hij na een seizoen zijn contract verlengde.

## Varia
- Hij nam deel aan het tweede seizoen van De Container Cup waarin hij 8e werd.[6]
- In 2021 vertolkte hij de stem van Anthony Davis in de animatiefilm Space Jam.[7]
- In 2021 nam hij 4 opeenvolgende afleveringen deel aan De Slimste Mens ter Wereld waarvan hij er 2 won.
- In 2022 was hij 1 aflevering medepresentator bij Voordat de Bom Valt op Play4.

## Prijzen
- Belofte van het Jaar: 2012
- Belgisch landskampioen: 2017, 2018, 2019, 2020, 2021
- Belgisch bekerwinnaar: 2017, 2018, 2021, 2023
- All-Pro Basketball League Teams: 2018, 2019